# Первое президентство Дональда Трампа
Первый президентский срок Дональда Трампа продолжался с 2017 по 2021 год. Он стал 45-м президентом США во время инаугурации 20 января. Согласно заявлению самого Трампа, традиционная торжественная речь была подготовлена им самостоятельно, без помощи спичрайтеров.
В качестве ключевого момента речи 45-го президента США можно отметить заявление об установлении на долгие годы нового финансово-политического курса для Америки, направленного на восстановление экономической мощи страны.
Ещё 22 ноября 2016 года Трамп изложил свою программу на первые 100 дней: выход США из Транстихоокеанского партнёрства, снятие ограничений на добычу всех энергоносителей, разработка плана киберзащиты страны, пересмотр иммиграционной политики с целью сохранения рабочих мест для американских граждан, введение 5-летнего запрета для покидающих свой пост политиков на занятие лоббистской деятельностью в интересах частных компаний и пожизненного запрета для них же на подобную деятельность в пользу иностранных государств. 26 декабря стало известно, что в первые 100 дней своего президентства Трамп намерен отменить 60—70 % указов Обамы. 4 января 2017 года избранный вице-президент США Майк Пенс заявил, что первым шагом Трампа на посту Президента США будет отмена программы Obamacare (программа Обамы по реформе здравоохранения).

В день инаугурации Трампа во многих городах США были проведены многотысячные акции протеста под названием Марш женщин. По разным оценкам, общее число протестующих достигло нескольких миллионов людей.

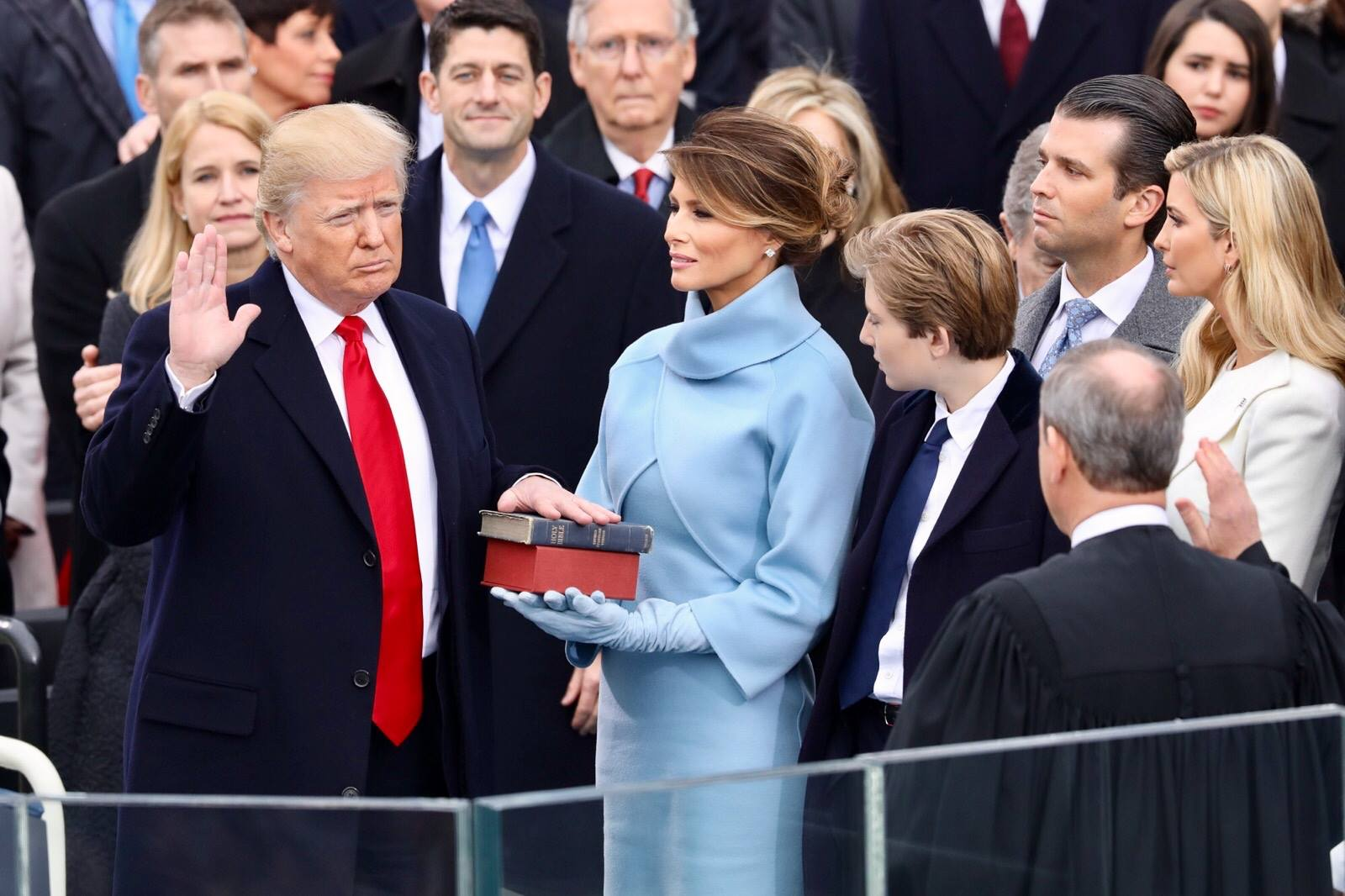
Дональд Трамп принимает присягу. 20 января 2017 года

## Состав правительства
Промежуточный период начался, когда Трамп был выбран президентом 8 ноября 2016 года. Во время промежуточного периода команда Дональда Трампа стала составлять список претендентов на различные должности Кабинета и аппарата Белого дома. Ядро администрации Трампа могут сформировать бывший мэр Нью-Йорка Рудольф Джулиани, а также экс-спикер палаты представителей конгресса США Ньют Гингрич. Источники газеты The Wall Street Journal в команде Трампа утверждают, что на пост генерального прокурора обсуждается кандидатура губернатора Нью-Джерси Криса Кристи, который сейчас является высокопоставленным советником Трампа и губернатора Арканзаса Асы Хатчинсона. На пост министра здравоохранения и социальных служб рассматривается кандидатура нейрохирурга Бена Карсона и бывшего губернатора штата Луизиана Бобби Джиндла.
24 ноября 2016 года The New York Times высказала предположение, что из-за раскола среди республиканцев по поводу кандидатуры на должность государственного секретаря (сторонники Рудольфа Джулиани и Митта Ромни долго не приходили к соглашению), Трамп может остановить неожиданный выбор на генералах — Джоне Ф. Келли или Дэвиде Петреусе; позднее в числе возможных кандидатов на эту должность стали называть председателя совета директоров и CEO корпорации ExxonMobil Рекса Тиллерсона.

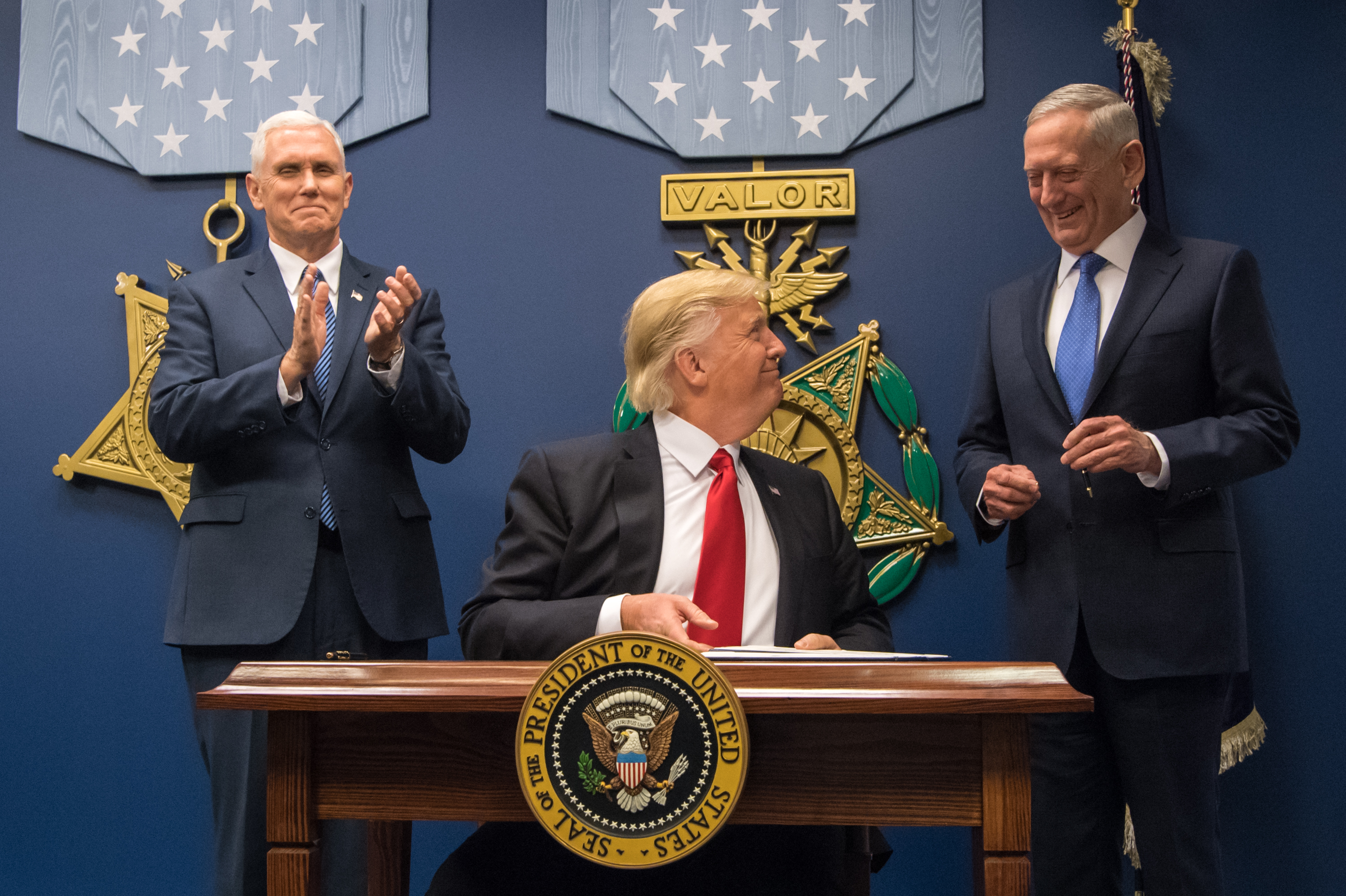
Майк Пенс, Дональд Трамп и Джеймс Мэттис

В качестве возможного кандидата на пост министра финансов в будущей администрации рассматривались: генеральный директор банка JPMorgan Chase Джеймс Даймон и глава комитета по финансовым услугам в палате представителей США Джеб Хенсарлинг, а также финансовый руководитель избирательной кампании Трампа, бывший сотрудник инвестиционного банка Goldman Sachs Стивен Мнучин, который 30 ноября и был официально выдвинут на эту должность. 24 ноября 2016 года появились сообщения, что Трамп предложит Сенату кандидатуру Уилбура Росса для утверждения в должности министра торговли.
В числе возможных кандидатов на должность министра внутренней безопасности США пресса называла шерифа округа Милуоки Дэвида Кларка (28 ноября Трамп провёл с ним личную встречу).

## Деятельность

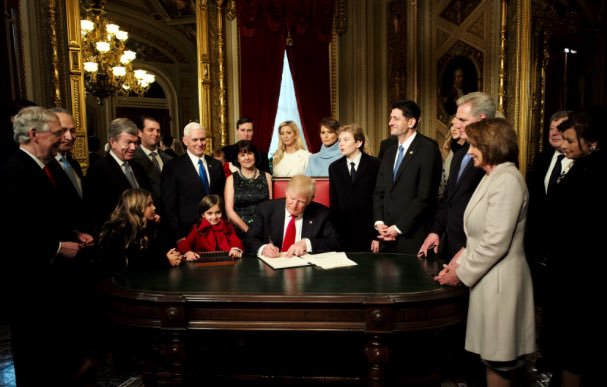
Дональд Трамп в первый день президентства подписывает свои первые указы

20 января 2017 года Дональд Трамп вступил в должность Президента США. В этот же день Дональд Трамп подписал свои первые указы. В частности, один из первых указов начал подготовку к свёртыванию и ликвидации реформы здравоохранения Obamacare. Журналисты заметили, что Трамп вернул в Овальный кабинет бюст Уинстона Черчилля, который в 2009 году убрал Обама, заменив бюст Черчилля бюстами Авраама Линкольна и Мартина Лютера Кинга. После подписания своих первых указов Трамп по видеомосту пообщался с американскими военнослужащими в Афганистане. 21 января Дональд Трамп выступил с речью перед сотрудниками ЦРУ. 22 января вице-президент США Майк Пенс в присутствии президента США Дональда Трампа провёл церемонию присяги ключевых советников Трампа в Белом доме. 23 января Трамп подписал указ о выходе США из Транстихоокеанского партнёрства. 24 января Дональд Трамп встретился с топ-менеджерами трёх крупнейших автоконцернов США — Ford, General Motors и Fiat Chrysler Automobiles, призвав их расширять производство в США, а не за рубежом. 27 января Дональд Трамп встретился с премьер-министром Великобритании Терезой Мэй. Это была его первая встреча на международном уровне.

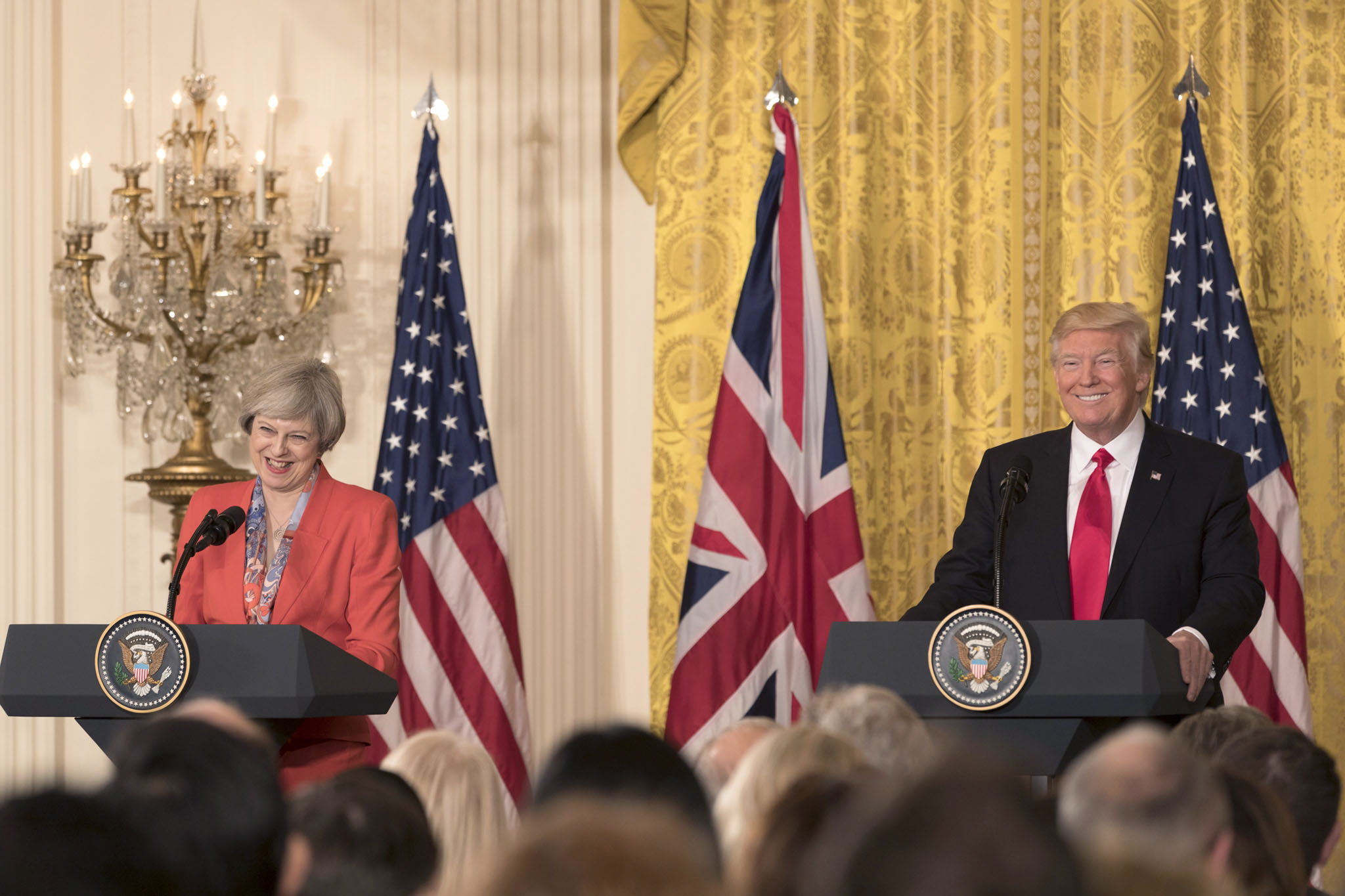
Дональд Трамп и Тереза Мэй, 27 января 2017 года

28 января Дональд Трамп подписал указы о защите американцев от въезда на территорию страны террористов и «великой перестройке» американских вооружённых сил. В тот же день состоялись запланированные телефонные разговоры Дональда Трампа с президентом России Владимиром Путиным и канцлером Германии Ангелой Меркель. Также Трамп ввёл пожизненный запрет для чиновников американской администрации на лоббистскую деятельность в интересах иностранных правительств и пятилетний запрет на любое прочее лоббирование. 30 января Трамп подписал указ об устранении регуляционных барьеров для малого бизнеса. 31 января Трамп встретился с руководителями нескольких ведущих фармацевтических компаний — Novartis, Merck & Co, Johnson & Johnson, Celgene, Eli Lilly & Co и Amgen. Он призвал их увеличить производство в стране, снизить цены и пообещал сократить время ожидания для утверждения новых лекарств. 3 февраля Дональд Трамп с целью поддержки экономического роста США подписал два указа, которыми были внесены изменения в Закон Додда — Франка от 2010 года, ограничивающий доступ к финансовым ресурсам страны, и отменил указ администрации Обамы о финансовом консалтинге, согласно которому брокеры обязаны были действовать исключительно в интересах клиента, а не в своих собственных. 9 февраля Дональд Трамп подписал три указа, направленных на: борьбу с международными наркокартелями, снижение уровня криминальной активности в США и пресечение актов насилия в отношении сотрудников правоохранительных органов. 17 февраля Дональд Трамп подписал постановление, отменяющее указ администрации Обамы о запрете захоронения отходов угольного производства в близлежащих водных путях. 31 марта Дональд Трамп подписал два указа, направленных на сокращение торгового дефицита.

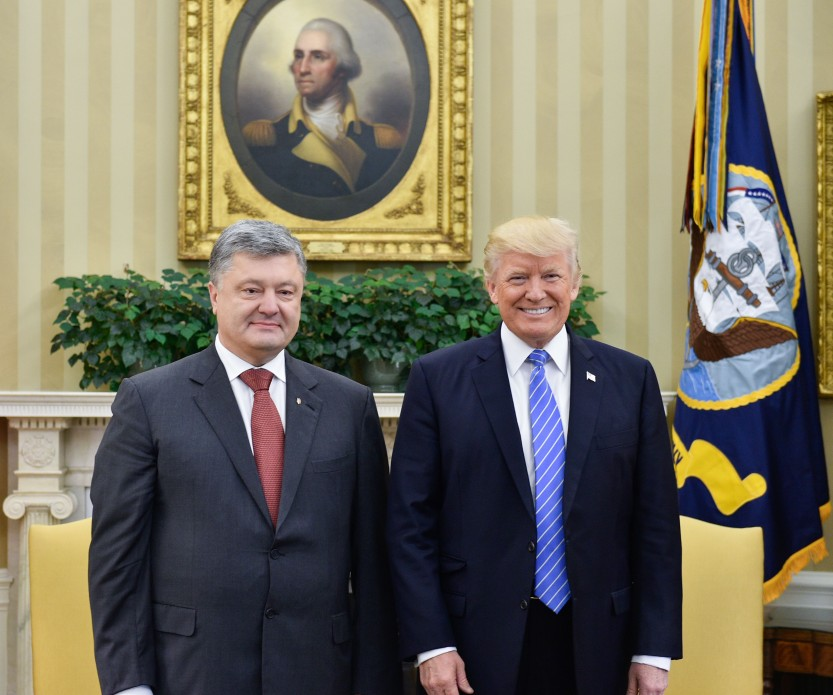
Пётр Порошенко и Дональд Трамп, 20 июня 2017 года

11 апреля Трамп подписал протокол о вступлении Черногории в НАТО. 18 апреля Дональд Трамп подписал указ «Покупай американское, нанимай американцев» о поддержке американских рабочих и товаров. Суть документа — стимулирование производства внутри страны. 21 апреля Дональд Трамп подписал указы о реформировании финансовой системы США. Цель указов — стимулирование роста экономики страны. 28 апреля Дональд Трамп подписал указ, который расширяет добычу нефти и газа на участках Атлантического, Тихого и Северного Ледовитого океанов и в Мексиканском заливе. В ходе очередного саммита НАТО 25 мая 2017 года Трамп убедил альянс вступить в международную коалицию по борьбе с ИГИЛ. 26-27 мая 2017 года прошёл очередной саммит G7, на котором присутствовал Дональд Трамп. На саммите обсуждались такие вопросы, как конфликт на Украине, ситуация в Сирии, ситуация вокруг КНДР, борьба с терроризмом и другие. Президент США заявил, что его страна не готова выполнить обязательства в рамках Парижского соглашения. По итогам обсуждения северокорейской проблемы, Трамп и одни из лидеров ЕС Туск и Юнкер договорились усилить давление на КНДР с целью, чтобы Пхеньян прекратил ядерные испытания. 1 июня 2017 года Дональд Трамп заявил о выходе США из Парижского соглашения по климату. Причиной выхода стали невыгодные условия для страны, например, экономические расчёты показали, что к 2025 году выполнение условий соглашения, включая ограничения в энергетической сфере, может стоить США приблизительно до 2,7 миллионов рабочих мест. Трамп подчеркнул, что это решение было принято с целью начать новые переговоры о повторном присоединении США к соглашению на более выгодных для Америки условиях или заключении нового соглашения. 7 июня 2017 года Трамп представил план по улучшению инфраструктуры США. План будет способствовать созданию новых рабочих мест и стимулировать рост американской экономики. Предполагаются вложения инвестиций в инфраструктуру из государственного бюджета в размере 200 миллиардов долларов, а также они могут быть увеличены за счёт частных инвесторов до 1 триллиона долларов. Эти средства будут вкладываться в проекты, подверженные реновации, управление воздушным движением, сельское хозяйство. 13 июня 2017 года Трамп продлил действие Указа 13405 от 2006 года в отношении Белоруссии. Таким образом, режим санкций против отдельных представителей белорусских властей продолжился после 16 июня 2017 года. 20 июня 2017 года Дональд Трамп встретился с Президентом Украины Петром Порошенко. В ходе встречи Трамп заявил о поддержке США территориальной целостности Украины, о поддержке проведения на Украине реформ. Также Президент США отметил важность мирного урегулирования конфликта в Донбассе в рамках минских соглашений. Трамп сообщил своему украинскому коллеге, что США вовлечены в дела Украины.

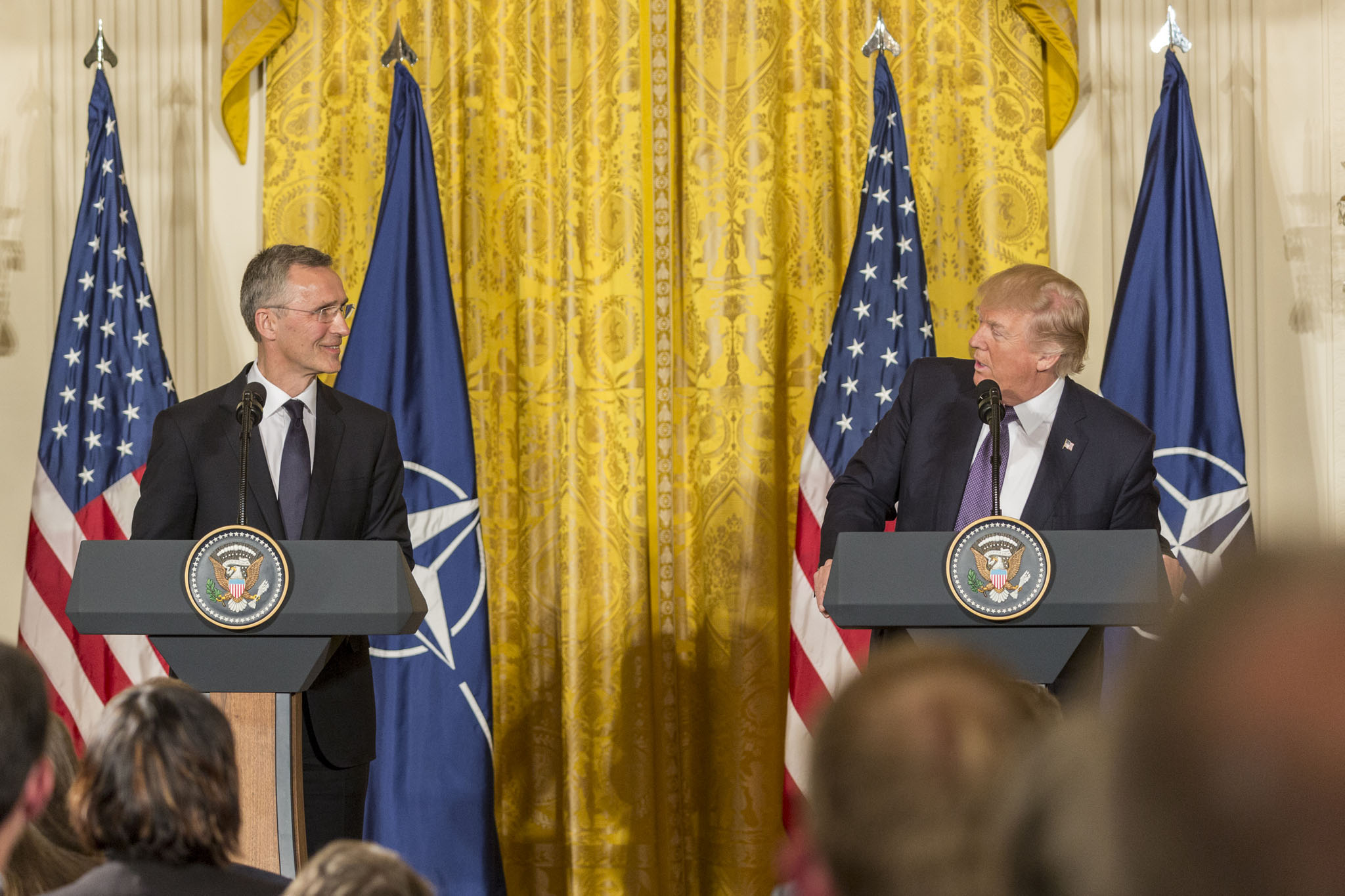
Йенс Столтенберг и Дональд Трамп, 12 апреля 2017 года

7-8 июля 2017 года в Гамбурге проходил саммит G20, в котором принимал участие Дональд Трамп. На саммите прошла первая встреча Президентов России и США. Диалог, вместо запланированных 30 минут, продолжался более двух часов. Более часа лидеры двух государств обсуждали борьбу с терроризмом. Почти столько же Дональд Трамп и Владимир Путин обсуждали возможное вмешательство России в процесс выборов в США в 2016 году. В ходе этого обсуждения Путин категорически отвергал обвинения российского вмешательства в президентские выборы в США, а Трамп принуждал его признать «факт» этого вмешательства. По итогам встречи президенты договорились о создании совместной рабочей группы для борьбы с терроризмом, с хакерством, для обеспечения кибербезопасности. Также была достигнута договорённость о прекращении огня в некоторых районах Сирии.
В начале июля было объявлено о взятии города Мосул в Ираке. Президент США поздравил правительство Ирака с этой победой. Он выразил уверенность, что с освобождением Мосула от боевиков ИГИЛ, приблизится полная ликвидация террористической организации. Также Трамп отложил решение о снятии санкций с Судана, сославшись на то, что ему нужно проверить, предпринимает ли Хартум позитивные действия.

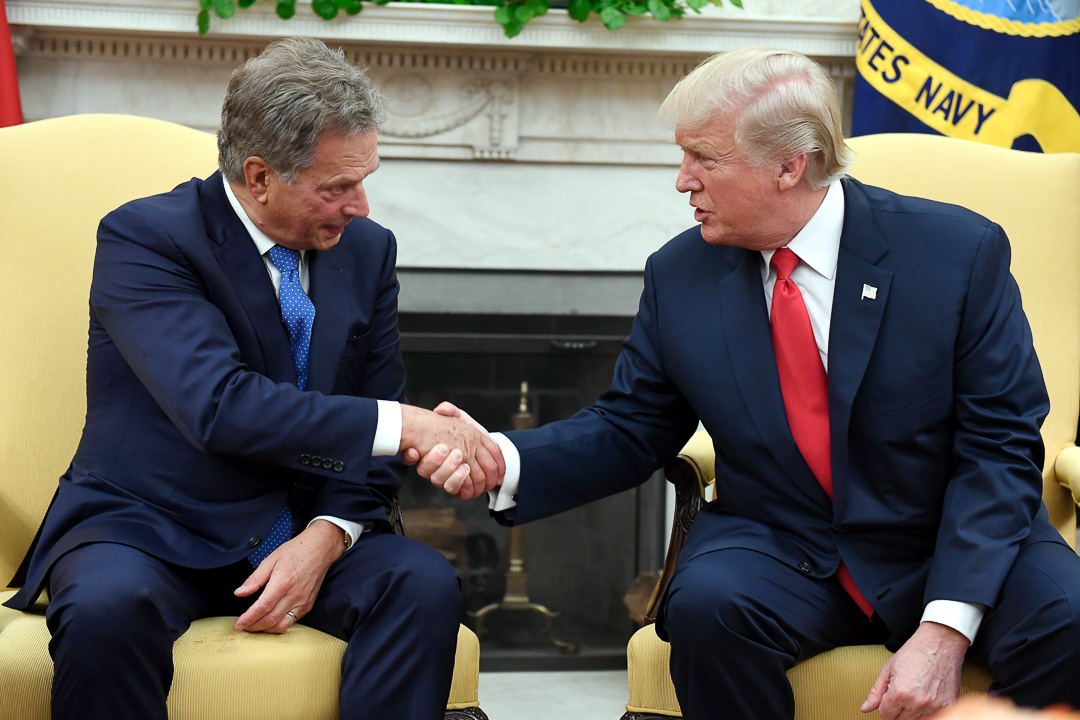
Саули Нийнистё и Дональд Трамп, 28 августа 2017 года

14 июля 2017 года Дональд Трамп заявил о поддержке работы Республиканской партии над отменой реформы здравоохранения ObamaCare и принятием нового законопроекта. Также Президент США отметил важность принятия новой реформы здравоохранения после семи лет действия ObamaCare.
В конце января 2018 года Белый дом обосновал решение о расширении штрафных мер на импорт изделий из стали и алюминия из всех стран, аргументируя обходом иностранными производителями существующих пошлин через поставки в США не включённых в ограничительные списки видов продукции. В феврале 2020 года были введены дополнительные таможенные сборы ещё на целый перечень наименований (в том числе на гвозди, скрепки, проволоку и кабели), пошлины не распространились на сталелитейную продукцию из Аргентины, Австралии, Канады, Мексики и Южной Кореи. Страны Европы и Китай ввели ответные ограничения на американскую продукцию.

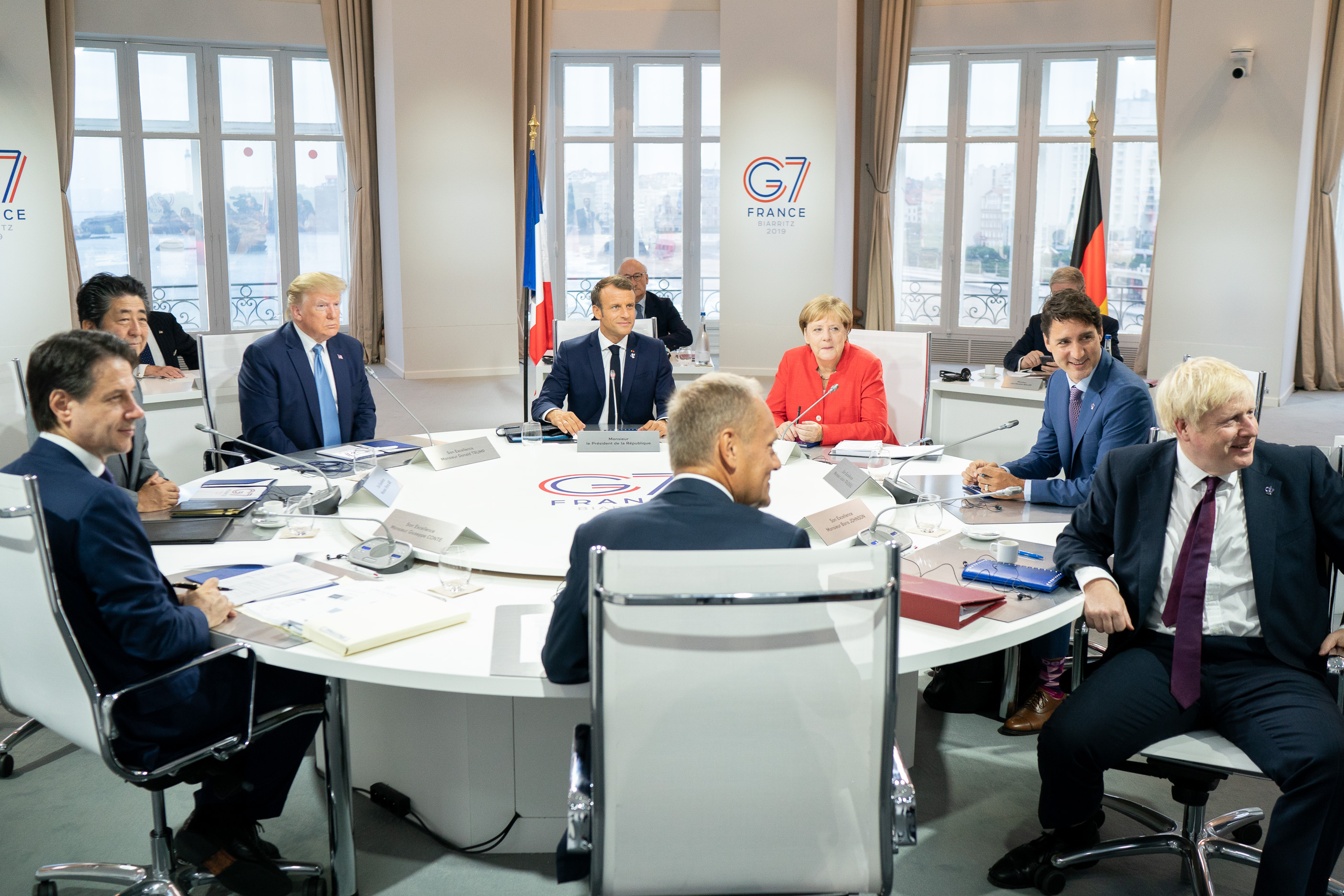
Трамп и другие лидеры G7 на 45-м саммите во Франции. 2019

К концу первого срока президентства Трампа, экономика США находилась в хорошем положении. В 2019 году рост ВВП составил 2,3 %, а уровень безработицы — 3,7 % (один из самых низких за 50 лет). Эти показатели Трамп ставил себе в заслугу. Рейтинг Трампа достиг в начале февраля 2020 года 49 %, став выше, чем за все предшествующее президентство Трампа.

#### Миграционная политика
Дональд Трамп с начала своего президентства начал вводить ограничения на прием в США мигрантов. 25 января 2017 года Дональд Трамп подписал указы об охране границы и иммиграции, которые предусматривают начало строительства стены на границе с Мексикой, массовую высылку нелегальных мигрантов, имеющих криминальное прошлое, а также прекращение финансирования из федерального бюджета тех городов, которые отказались выдать иммигрантов федеральным властям. 5 марта 2017 года Дональд Трамп подписал новый указ о мигрантах, который запрещает въезд в страну гражданам шести мусульманских стран: Сирии, Ирана, Судана, Ливии, Сомали и Йемена.
При Трампе были резко сокращены квоты на прием в США беженцев. В 2016 году в США прибыли около 85 тысяч беженцев и вновь был открыт центр заключения для несовершеннолетних нелегальных мигрантов в Хомстеде (на 3,2 тысячи человек). В дальнейшем квоты на прием беженцев в США ежегодно снижались. На 2018 год была установлена квота на прием беженцев в 45 тысяч человек, на 2019 год квота составила уже 30 тысяч человек.
При Дональде Трампе были установлены ограничения на выдачу грин-карт, установив, что как негативные факторы при рассмотрении заявки на грин-карту рассматриваются следующие обстоятельства:
- Наличие у претендента «заболевания, которое может потребовать серьёзного лечения» и «помешать иностранцу обеспечивать себя, посещать школу или работу», а также отсутствие у претендента достаточных средств для оплаты лечения подобного заболевания;
- Отсутствие у претендента частной медицинской страховки;
- Недостаточный уровень владения английским языком претендентом, не позволяющий «выйти на рынок труда»;
- Пользование претендентом льготным медстрахованием Medicaid;
- Участие претендента в программе получения продуктовых талонов и льготной покупки жилья.

Вступление в силу этих ограничений должно было произойти в середине октября 2019 года, но было приостановлено судами на территории США. Верховный суд США в январе 2020 года отменил решение суда Нью-Йорка о приостановке вступления в силу этих ограничений на территории США. 21 февраля 2020 года Верховный суд США отклонил иск о приостановлении вступления в силу этих поправок на территории штата Иллинойс. С 24 февраля 2020 года ограничения Трампа на выдачу грин-карт вступили в силу.
28 октября 2020 года пресс-служба Белого дома опубликовала меморандум президента Трампа, предусматривающий установление лимита на количество беженцев, которые смогут переехать в США в 2021 году, в 15 тыс. человек. Большинство мест по программе зарезервировано для лиц, которые преследуются в других странах по признаку вероисповедания, а также для граждан Ирака, работавших в интересах вооружённых сил США.
Противники президента Трампа сравнивают его решение с воздвижением невидимой стены, которая препятствует воссоединению тысяч семей, оказавшихся разделенными вследствие положений американского иммиграционного законодательства.
Ужесточение иммиграционного законодательства спровоцировало новую волну критики в адрес Трампа, которого обвиняют в расизме и неуважении к американским ценностям. При этом часто цитируется заявление Трампа, сделанное им в ходе предвыборного митинга в Бемиджи, штат Флорида: «Каждая семья в Миннесоте должна знать о планах Спящего Джо наводнить ваш штат беженцами из Сомали и других стран со всей планеты».

## Внешняя политика
С начала своего президентства Трамп принял ряд внешнеполитических решений, направленных на пересмотр «глобальных обязательств» США, таких как частичный вывод войск из некоторых районов Сирии, выход США из Совместного всеобъемлющего плана действий по ядерной программе Ирана, Договора о ликвидации ракет средней и меньшей дальности и ЮНЕСКО. Он предложил заменить соглашение о Североамериканской зоне свободной торговли (НАФТА), ввести запрет на въезд в США жителей некоторых мусульманских стран, ужесточил санкции в отношении Ирана.
Многие внешнеполитические решения администрации Трампа СМИ характеризуют как односторонние, отмечая, что Белый дом пытается использовать экономическое давление в своих целях в отношении как противников, так и союзников.
Опрос общественного мнения, проведённый в августе 2017 года, показал, что 15 % американцев и 31 % сторонников Республиканской партии заявили, что они поддерживают деятельность президента Трампа «почти по всем вопросам». В марте 2020 года исследование показало, что взгляды президента Трампа по вопросам торговли, союзов и военных баз США за рубежом в основном не поддерживаются другими лидерами Республиканской партии.

### Выход США из международных соглашений
Ещё во время избирательной кампании Д. Трамп заявлял, что глобальное потепление — это выдумка Китая, и что Парижское соглашение подавляет развитие США; став президентом он вскоре принял решение о выходе из него, что и осуществил. Он ставит под сомнение предупреждения учёных о последствиях изменения климата.
США никогда не являлись стороной Оттавского договора о запрещении противопехотных мин ненаправленного действия. Однако в 2014 году Барак Обама запретил в соответствии с Оттавским договором использование американскими вооруженными силами противопехотных мин на всей территории Земли (кроме Кореи). В 2020 году Дональд Трамп этот запрет отменил.

### Концепция арабского НАТО

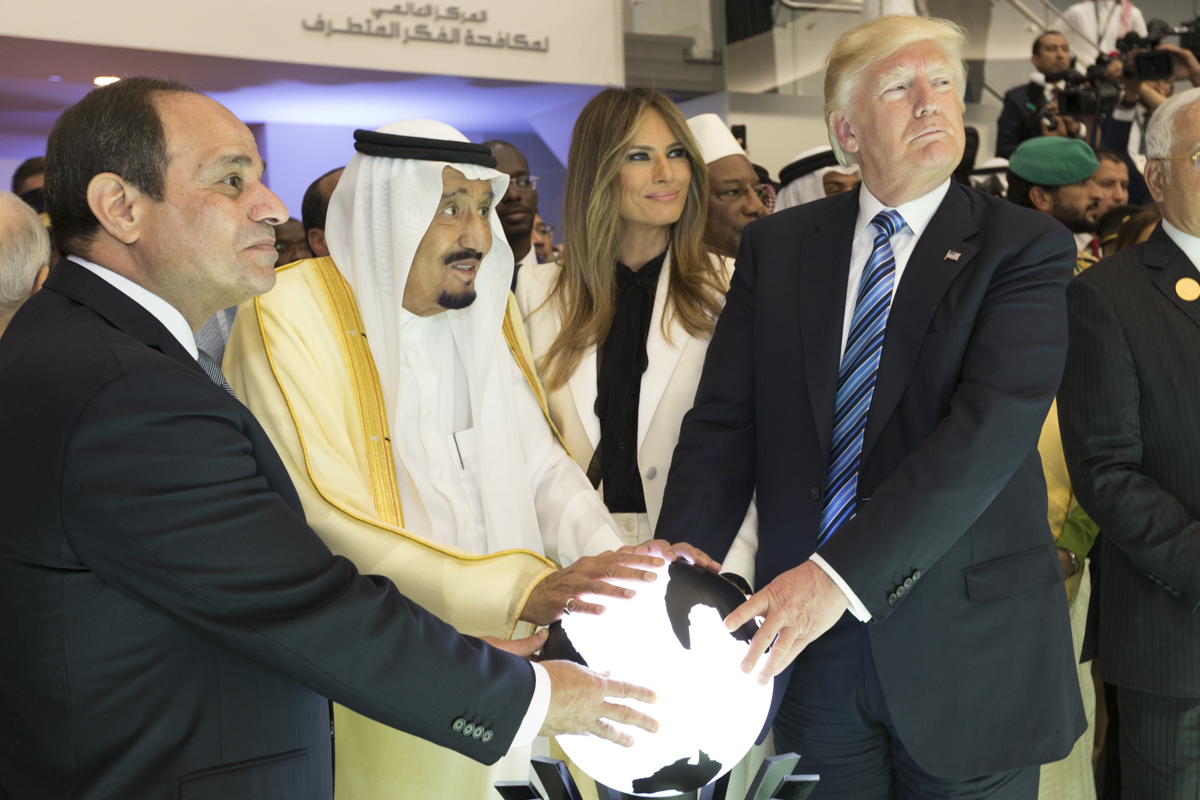
Дональд Трамп, саудовский король Салман ибн Абдул-Азиз Аль Сауд и президент Египта Абдул-Фаттах Ас-Сиси на открытии «Глобального центра по борьбе с экстремистской идеологией», 21 мая 2017 года

20 мая 2017 года Дональд Трамп прибыл в Саудовскую Аравию. 21 мая в ходе саммита в Эр-Рияде США и Саудовская Аравия подписали контракт о продаже американского оружия на сумму около 110 миллиардов долларов. Контракт подразумевает модернизацию армии и флота Саудовской Аравии. По итогам саммита лидеры исламского мира заявили о готовности сформирования 34-тысячного контингента для проведения антитеррористических операций на территории Сирии и Ирака.
Эксперты отмечают, что визиты в Саудовскую Аравию и Израиль являются планом Трампа по созданию военного альянса арабских государств, образно именуемого «арабским НАТО». Членами такого союза предположительно могут быть Саудовская Аравия, ОАЭ, Египет, Иордания. Главным противником «арабского НАТО» станет Иран, а союзником и партнёром объединения — Израиль. Военный альянс арабских государств может получить название «Организация Ближневосточного договора» (Middle East Treaty Organization, METO). В альянс может войти 41 государство.
Арабский НАТО, вероятнее всего, Дональду Трампу создать не удастся, так как 5 июня 2017 года семь стран — Саудовская Аравия, Бахрейн, Египет, ОАЭ, Йемен, Ливия, Мальдивы — объявили о разрыве дипломатических отношений с Катаром. Эти страны обвиняют Доху в финансировании террористических группировок на Ближнем Востоке, таких как ИГИЛ, Аль-Каида, Братья-мусульмане. Катар отвергает эти обвинения в свой адрес. Дело не закончилось одним лишь разрывом дипломатических отношений: Эр-Рияд объявил о прекращении транспортного сообщения с Дохой, Манама запретила посещать своим гражданам территорию Катара. Все семь стран заявили о высылке своих граждан из Катара. Также командование арабской коалиции, участвующее в войне в Йемене, во главе с Саудовской Аравией заявило о прекращении участия Катара в коалиции. На следующий день, 6 июня, Трамп прокомментировал дипломатический скандал, связанный с Катаром. Он заявил о возможном прекращении «ужасов терроризма», признавая связи Дохи с террористическими организациями.
7 июня 2017 года Дональд Трамп провёл телефонный разговор с королём Саудовской Аравии Салманом бен Абделем Азизом Аль Саудом, в ходе которого он призвал страны Персидского залива к единству. Единство необходимо для совместной борьбы с экстремизмом и терроризмом, для сохранения мира и безопасности в регионе.

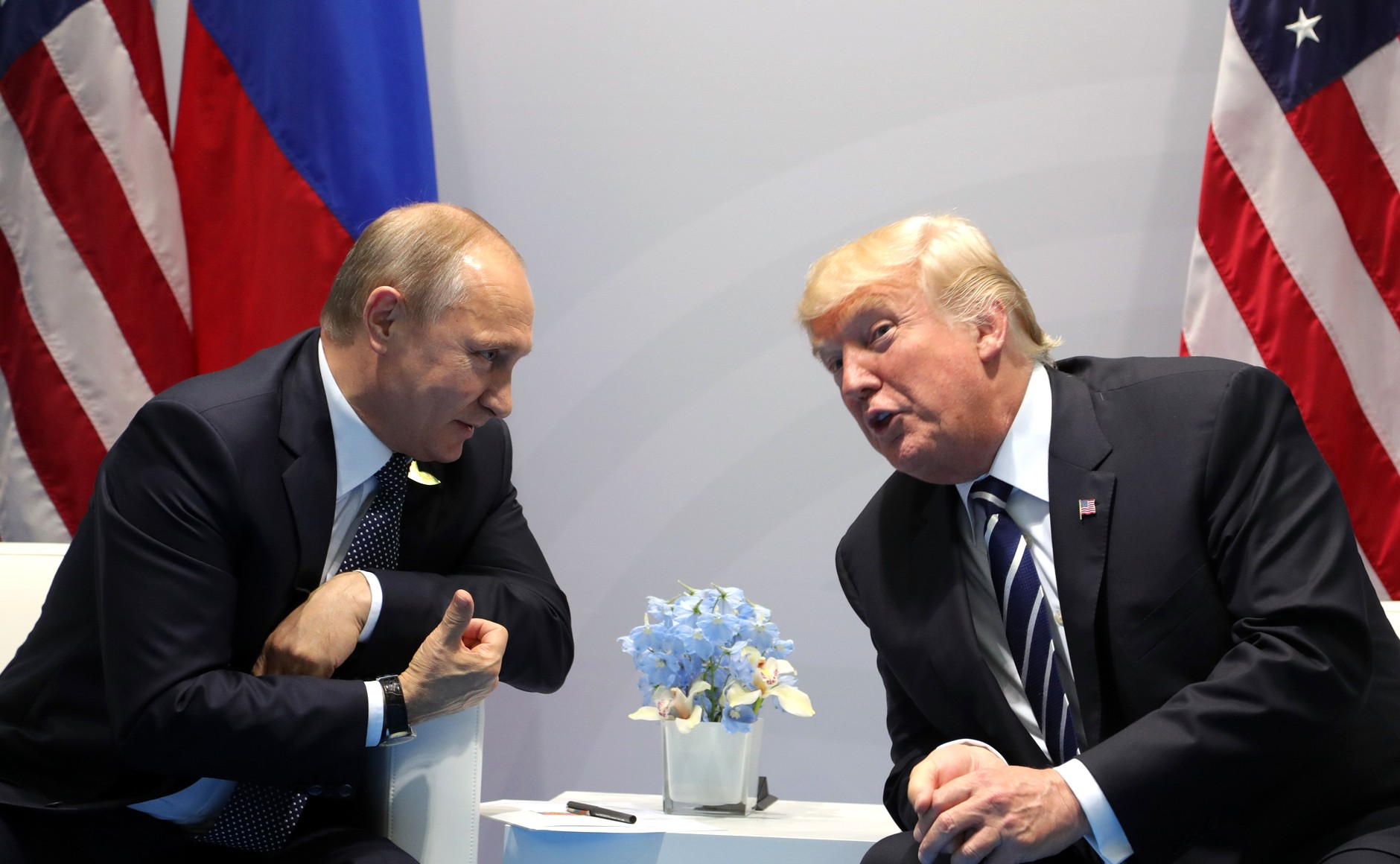
Владимир Путин и Дональд Трамп, Саммит G-20 в Гамбурге, 7 июля 2017 года

### Война в Сирии
7 апреля 2017 года США нанесли ракетный удар по авиабазе сирийских правительственных сил в провинции Хомс. Как сообщили в Пентагоне, корабли ВМС США, дислоцированные в Средиземном море, выпустили 59 ракет «Томагавк» по взлётным полосам, стоянкам самолётов и заправочным комплексам авиабазы. Операция была осуществлена по приказу президента США Дональда Трампа в ответ на химическую атаку в Идлибе, ответственность за которую Вашингтон и страны Запада возлагают на президента Сирии Башара Асада. Данный инцидент вызвал неоднозначную реакцию в странах Евросоюза и России.
14 апреля 2018 года Трамп отдал приказ ВС США нанести удар по столице Сирии Дамаску. Поводом для удара стало обвинение Асада в использовании химического оружия против оппозиции. Операция была осуществлена при поддержке Франции и Великобритании. Всего было запущено 105 ракет, из которых по данным Генштаба РФ сбито была 71, а по данным «Сирийский обсерватории прав человека» — 65.

### Отношения с Северной Кореей

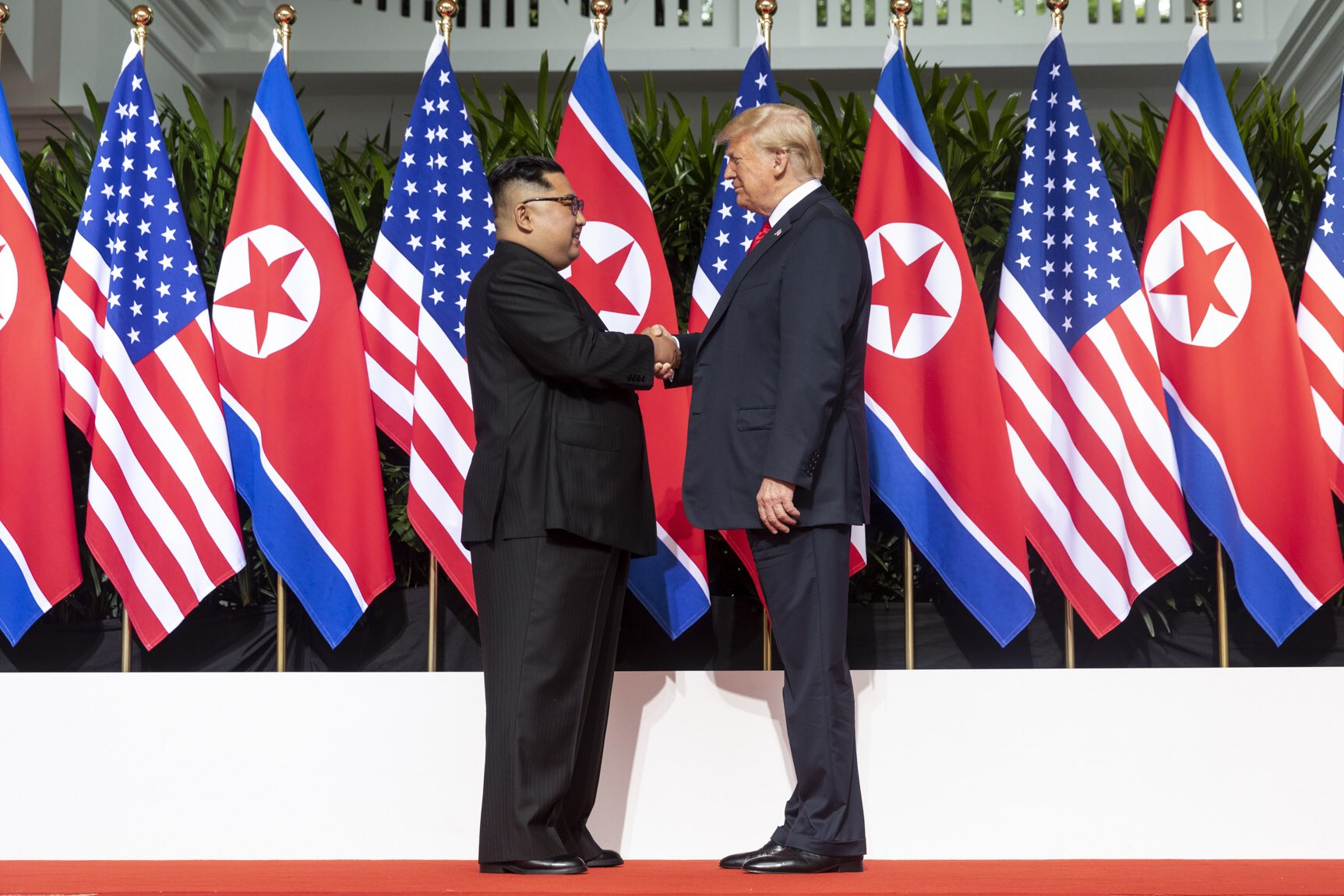
Трамп встречается с Ким Чен Ыном на саммите в Сингапуре в июне 2018 года

Северная Корея стала серьёзной проблемой в середине 2017 года. Во время кампании и первых месяцев своего президентства Трамп сказал, что он надеется, что Китай поможет обуздать ядерные амбиции и ракетные испытания Северной Кореи. Однако Северная Корея ускорила свои ракетные и ядерные испытания, что привело к усилению напряженности. В июле в стране был проверен пуск двух дальних ракет, обозначенные западными наблюдателями как межконтинентальные баллистические ракеты, потенциально способные достичь Аляски, Гавайев и материка США. В августе Трамп резко обострил свою риторику против Северной Кореи, предупредив, что дальнейшая провокация против США будет встречена «огнём и яростью, какой мир никогда не видел». Северокорейский лидер Ким Чен Ын угрожал направить очередной ракетный пуск страны на Гуам.
12 июня 2018 года, после нескольких раундов предварительных встреч на уровне персонала, Трамп и Ким провели двусторонний саммит в Сингапуре.

#### Обострение ситуации на Корейском полуострове
12 апреля 2017 года Президент США Дональд Трамп заявил об отправке ударной группы кораблей во главе с авианосцем «Карл Винсон» для противодействия угрозы со стороны КНДР. 15 апреля авианосец «Карл Винсон» пришвартовался в порту Пусан. По мнению официального Вашингтона, прибытие авианосца даёт сигнал КНДР о том, что США настроены решительно ответить на угрозу со стороны Северной Кореи, в том числе проведения ядерных испытаний. 29 мая прошли военные учения США и Южной Кореи в Японском море. Группа кораблей простояла у берегов Кореи чуть более месяца, неся вахту. 31 мая авианосец «Карл Винсон» покинул порт Пусан и возвращается в США. У берегов Корейского полуострова останется авианосец «Рональд Рейган» для несения вахты.

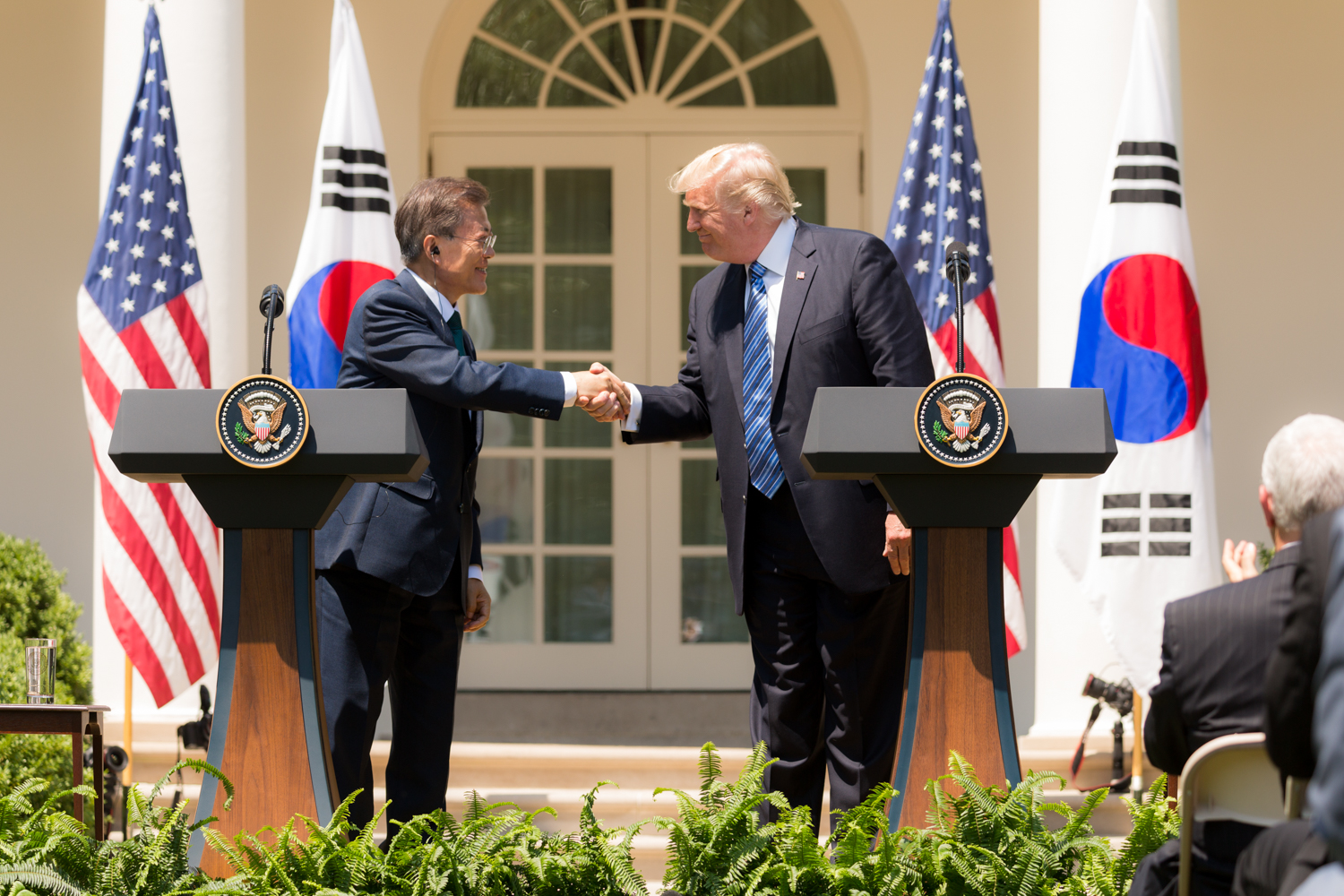
Мун Чжэ Ин и Дональд Трамп, 30 июня 2017 года

Некоторые СМИ и политологи назвали обострение ситуации вокруг Корейского полуострова «корейским кризисом», хотя уместнее было бы назвать данную ситуацию «вторым корейским кризисом», так как один корейский кризис уже наблюдался в 2013 году. Некоторые же говорят о риске получения Соединёнными Штатами Америки второй Вьетнамской войны.
В мае 2018 года 18 конгрессменов-республиканцев выдвинули Трампа на Нобелевскую премию мира 2019 года за усилия, направленные на решение корейского вопроса.

### Отношения с Израилем
Президентство Дональда Трампа отличалось дружественным отношением к Израилю; газета The Times of Israel опубликовала список из 100 случаев, когда Дональд Трамп поддержал Израиль.
14 мая 2018 года, в день 70-летней годовщины независимости Израиля, Трамп, выполняя американский закон 1995 года о признании Иерусалима столицей Израиля, перенёс посольство США в Израиле из Тель-Авива в Иерусалим.
27 марта 2019 года Трамп, совместно с премьер-министром Израиля Биньямином Нетаньяху, подписал официальную декларацию о признании США суверенитета Израиля над Голанскими высотами.
В 2020—2021 годах при посредничестве США, впервые за 26 лет, были подписаны 4 договора о нормализации отношений между Израилем и арабскими странами (ОАЭ, Бахрейном, Суданом и Марокко), известные как Соглашения Авраама; переговоры курировал старший советник и зять Трампа Джаред Кушнер. Эти соглашения получили широкую поддержку как со стороны республиканцев, так и со стороны демократов.

### Разрыв ядерной сделки с Ираном
8 мая 2018 года Трамп объявил, что США выходят из ядерной сделки с Ираном.

### Отношения с Китаем
В 2018 году инициировал введение новых таможенных пошлин и иных экономических ограничений на торговлю с Китаем.

### Отношения с Россией

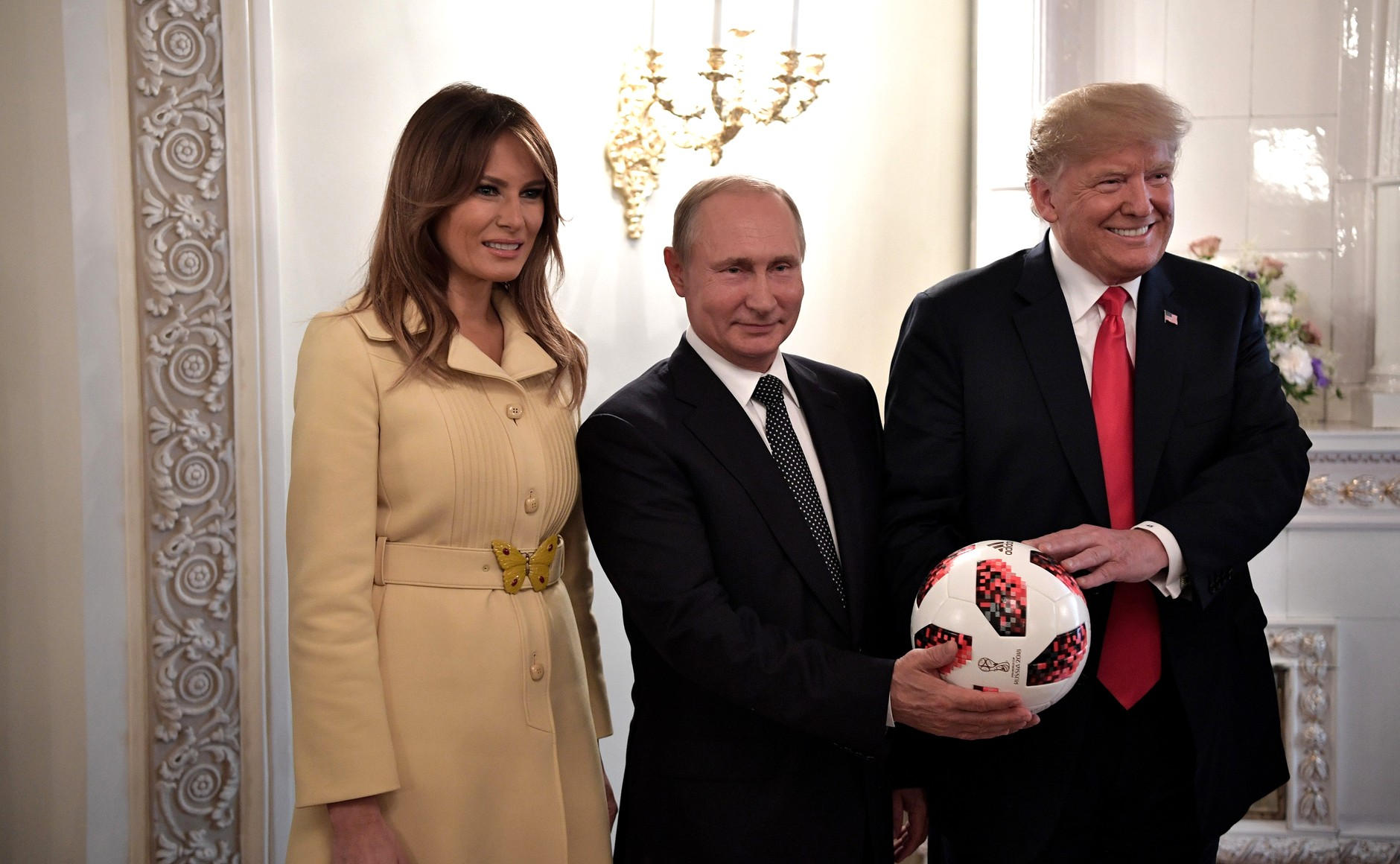
Саммит Россия — США в Хельсинки в июле 2018 года Мелания Трамп, Владимир Путин и Дональд Трамп (слева направо)

Культ личности Трампа был широко распространён в России. Во время кампании Трамп неоднократно хвалил президента России Владимира Путина как сильного лидера и призывал к улучшению отношений с Москвой. В течение нескольких дней после инаугурации Трампа сотрудникам Госдепартамента было приказано разработать планы немедленной отмены санкций против России, хотя планы так и не были выполнены.
По словам Путина и некоторых политических экспертов и дипломатов, американо-российские отношения, которые уже были на самом низком уровне после окончания «холодной войны», ещё больше ухудшились после вступления Трампа в январе 2017 года. В июле 2017 года в рамках саммита G20 состоялась первая встреча Трампа с президентом России Владимиром Путиным, а в ноябре лидеры вновь пересеклись на саммите АТЭС во Вьетнаме.
В 2017 году в СМИ публиковались мнения бывших или анонимных чиновников разведывательных ведомств, которые указывали на потенциальную опасность передачи в ходе официальных встреч Трампа с российскими представителями конфиденциальных сведений, которые были получены правительством США от третьих стран. Так, во время встречи президента США с министром иностранных дел России Сергеем Лавровым и послом России в США Сергеем Кисляком 10 мая 2017 года Трамп якобы передал конфиденциальные сведения, предоставленные неназванным союзником США по борьбе с ИГИЛ, что, как утверждалось, могло привести к утрате доверия к США со стороны других союзников. Представители администрации президента отвергли эти обвинения. Лидер республиканского большинства в сенате Митч Макконнелл поддержал требование сенатского комитета по разведке, который добивался получения материалов о встрече Трампа с Лавровым.

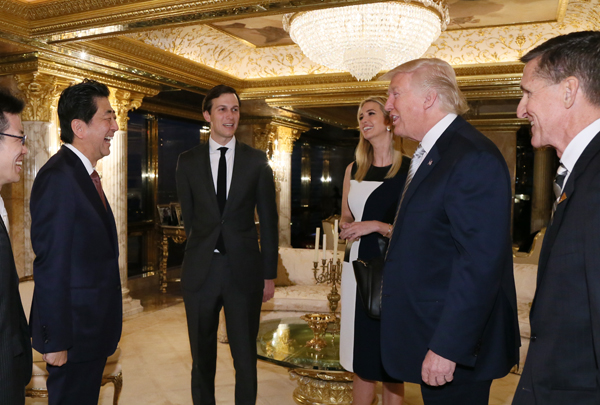
Дональд Трамп, Джаред Кушнер, Иванка Трамп, Майкл Флинн и Си́ндзо А́бэ, 17 ноября 2016 года

Согласно Washington Post, уровень секретности предоставленных России сведений настолько высок, что такие данные не были предоставлены даже союзникам США. Дональд Трамп заявил, что имеет полное право делиться конфиденциальной информацией с Россией, чтобы бороться с «Исламским государством».
После отставки с поста директора ФБР 9 мая 2017 года, Джеймс Коми разослал руководящим работникам бюро информационную записку, в которой сообщил о том, что в феврале 2017 года президент Трамп якобы обратился к нему с конфиденциальной просьбой о прекращении расследования возможных связей с российскими представителями Майкла Флинна, незадолго до того уволенного со скандалом с поста советника по государственной безопасности. Представители администрации Трампа отрицают сведения Коми. По мнению некоторых сенаторов, сведения Коми, в случае подтверждения, могут стать поводом для начала процедуры импичмента Трампа.
17 мая 2017 года министерство юстиции США назначило специального прокурора для расследования возможного вмешательства России в предвыборную кампанию 2016 года. На эту должность назначен Роберт Мюллер, возглавлявший ФБР с 2001 по 2013 год. В октябре 2017 года за материалы, способствующие импичменту Трампа, американским миллионером-издателем Ларри Флинтом была объявлена награда в 10 миллионов долларов.
16 июля 2018 года состоялась двусторонняя встреча Трампа с Путиным в Хельсинки, в ходе которой Трамп сделал заявления, как было истолковано его политическими противниками, в поддержку официальной позиции России о невмешательстве РФ в выборы в США в 2016 году — вопреки официально обнародованному мнению разведывательного сообщества США.
Следующая встреча глав государств состоялась в июне 2019 года в рамках саммита G20 в Японии.
В интервью журналисту The Washington Post Бобу Вудворду Дональд Трамп восхищался Путиным. Он заявил, что отношения между Россией и США должны быть очень хорошими и проводил кампанию за то, чтобы ладить с Российской Федерацией и Китаем. «Дружить с Россией — это хорошо, а не плохо, ясно? Тем более, что у них 1332 гребаных ядерных боеголовки» — заявил Трамп.

### Косово
Премьер-министр Косова Авдулла Хоти назвал «великим моментом для Косова и региона» соглашение, подписанное им и президентом Сербии Александром Вучичем в Овальном кабинете с президентом США, — о нормализации экономических отношений между Белградом и Приштиной. Соглашение, представлявшее собой 2 неидентичных документа, каждый из которых был подписан лишь одной из сторон, не предусматривало признание Республики Косово как государства со стороны Сербии и содержало, среди прочего, обязательства сторон в отношении Израиля, в частности, перенос посольства Сербии в Израиле в Иерусалим. По мнению хорватского политического аналитика профессора Деяна Йовича (Dejan Jović), администрация Трампа намеренно поставила данный балканский вопрос в контекст и в связи со своей ближневосточной политикой, — дабы актуализировать его, в качестве своего внешнеполитического успеха, для американских избирателей в преддверии президентских выборов.

## Попытка импичмента

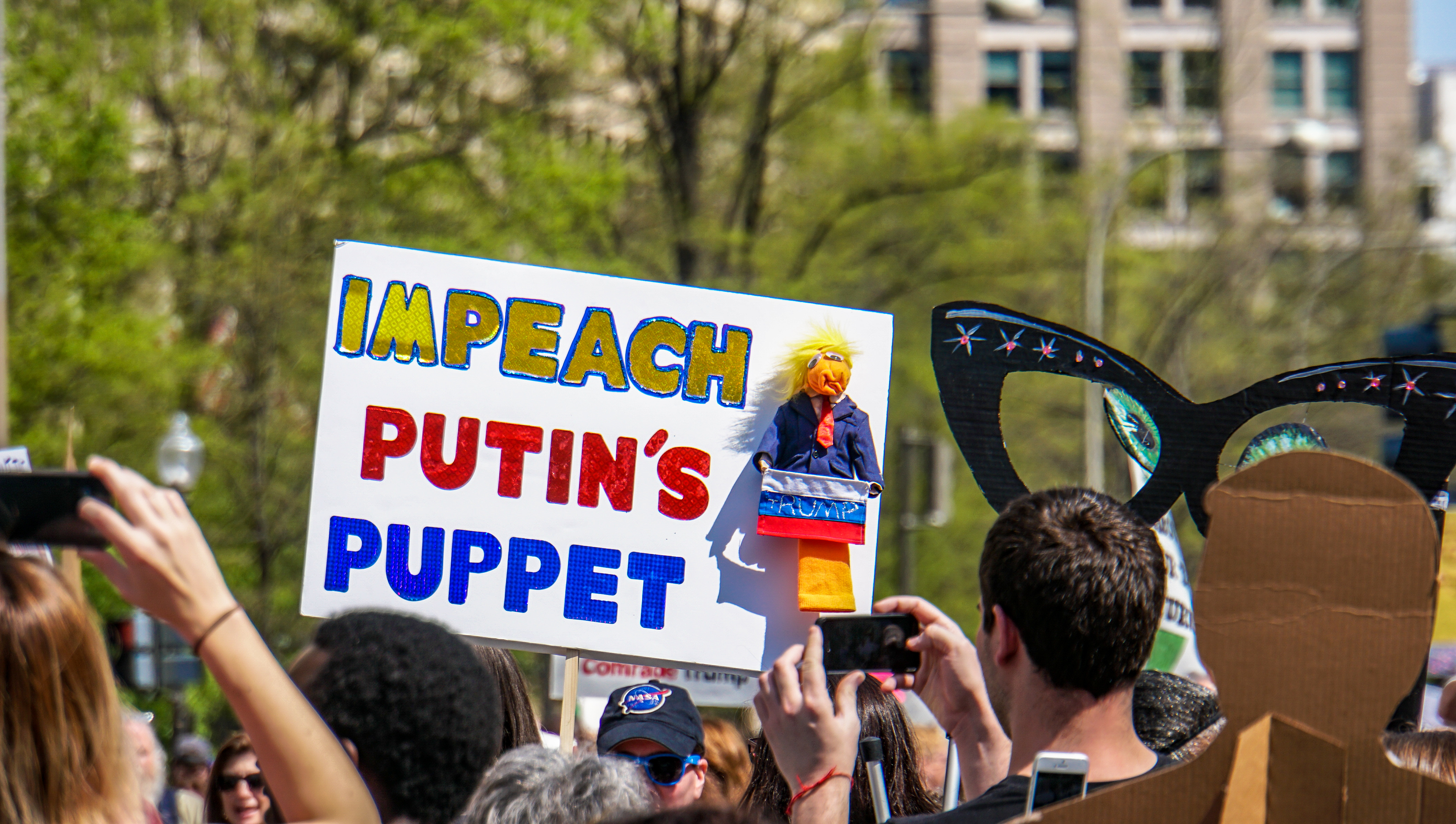
Протесты в США против Дональда Трампа с требованием его импичмента. Его называют марионеткой Путина

Усилия по привлечению к ответственности Дональда Трампа предпринимались различными людьми и группами, которые утверждают, что он занимался небезупречной деятельностью во время своего президентства. Разговор об импичменте начался до того, как Трамп вступил в должность. Официальные усилия были предприняты представителями Алом Грином и Брэдом Шерманом, оба демократы, в 2017 году, в первый год его президентства. Решение об импичменте в декабре 2017 года провалилось в тогдашней республиканской палате с разницей в 58-364.
Демократы получили контроль над Палатой представителей после выборов 2018 года и начали многочисленные расследования действий и финансов Трампа. 17 января 2019 года появились новые обвинения в отношении Трампа, утверждая, что он дал указание своему давнему адвокату Майклу Коэну лгать под присягой, о причастности Трампа к проекту российского правительства построить башню Трампа в Москве. Это также вызвало призывы к расследованию и к президенту «подать в отставку или быть подвергнутым импичменту», если такие заявления окажутся подлинными.
В докладе Мюллера, опубликованном 18 апреля 2019 года, не было сделано никаких выводов о том, совершил ли Трамп уголовное препятствие правосудию. Мюллер твёрдо намекнул, что именно Конгресс должен принять такое решение. В результате поддержка Конгресса по запросу об импичменте возросла. Спикер Нэнси Пелоси первоначально сопротивлялась призывам к импичменту. В мае 2019 года она указала, что дальнейшие действия Трампа, которые она охарактеризовала как препятствование отправлению правосудия и отказ в соблюдении повестки в Конгресс, могут потребовать проведения расследования по делу об импичменте. Всё большее число демократов Палаты представителей и один республиканец, представитель Джастин Амаш (Мичиган), запрашивали такое расследование.

#### Резолюции Конгресса
- H. Res. 13, представлена 3 января 2019 года представителем Брэдом Шерманом (Д. -Калифорния)[134] немедленно передана в Судебный комитет и Подкомитет по Конституции, гражданским правам и гражданским свободам 4 февраля 2019 года[135]
- H. Res. 257, представлена 27 марта 2019 года представителем Рашидой Тлейб (Ди-Мичиган)[136] передана в Комитет по правилам[137].
- H. Res. 396, представлена 22 мая 2019 года представителем Шейлой Джексон Ли (штат Техас)[138] передана в Комитет по правилам[139].
- H. Res. 498 представлена 17 июля 2019 года представителем Алом Грином (Ди-Техас)[140]. -привилегированное разрешение, которое было внесено путём голосования 332-95[141][142][143].

## Скандалы

### Украинский скандал
С мая по август 2019 года президент Трамп и его личный адвокат Руди Джулиани настаивали на том, чтобы украинское правительство расследовало дело Хантера Байдена, сына кандидата в президенты 2020 года Джо Байдена. В то же время Трамп приостановил военную помощь Украине, по данным Reuters, «не предоставив объяснений», а затем возобновил помощь. Считается, что жалоба информатора из разведывательного сообщества связана с этой ситуацией.
22 сентября 2019 года Трамп признал, что обсуждал вопрос о Джо Байдене во время разговора с президентом Украины Владимиром Зеленским 25 июля. Трамп заявил: «мы не хотим, чтобы наши люди, такие как вице-президент Байден и его сын, создавали коррупцию уже на Украине». 25 сентября Белый дом обнародовал часть стенограммы разговора Трампа с Зеленским после обещания сделать это накануне. В тот же день жалоба заявителя была передана в Конгресс.
31 октября Палата представителей Конгресса США приняла резолюцию об официальном начале процедуры импичмента президента Трампа.
18 декабря 2019 года Палата представителей провела финальные дебаты по импичменту, поставив на голосование две статьи обвинений против президента США Дональда Трампа — «злоупотребление властью» и «препятствование расследованию Конгресса». В начале была утверждена первая статья (230 голосов за, 197 — против), таким образом главе государства был объявлен импичмент и Дональд Трамп стал третьим президентом в истории США, в отношении которого приняла такое решение Палата представителей Конгресса. После этого конгрессмены утвердили вторую статью обвинений (229 голосов за, 198 — против).
5 февраля 2020 года по завершении рассмотрения предъявленных обвинений в Сенате Трамп был оправдан по обеим статьям.

### Комментарии
1. 1 2  Белый дом не отвечает на вопросы об источнике секретной информации. BBC (17 мая 2017). — По сообщениям прессы США, информация, которой поделился Трамп с российскими представителями, поступила из Израиля. Данное обстоятельство усугубляет проблему, поскольку возникает опасность попадания секретных сведений через Россию к Ирану — основному противнику Израиля на Ближнем Востоке. Дата обращения: 9 декабря 2020. Архивировано 12 апреля 2020 года.
2. ↑  Представитель Джастин Амаш покинул Республиканскую партию 4 июля 2019 года[132].